# Marcel·lí Bosch i Massuet
Marcel·lí Bosch i Massuet (Mataró, Maresme, 1904 - Cardedeu, Vallès Oriental, 1996) fou un ferroviari i pagès català, que ocupà el càrrec d'alcalde de Cardedeu durant els anys 1936 i 1938.
L'any 1920 començà a treballar com a ferroviari a la brigada de Maçanet, Palautordera i Cardedeu. En aquesta última població és on va conèixer a la seva dona, Montserrat Prat, i establí la seva família.
A l'octubre del 1936, es va celebrar una reunió pública al cinema, a la qual no hi va assistir, i per decisió dels presents, el van designar alcalde. Dos dies després, dos homes armats, es van presentar a casa seva, el van portar a l'ajuntament, i allà, davant la negativa d'acceptar el càrrec, el van obligar posant-li una pistola al pit. La seva resposta va ser "Acceptaré, però no tindré ni amics ni enemics. Miraré per tots els mitjans que prevalgui la justícia al meu poble".